# 小山ウーゴ
小山 ウーゴ（おやま ウーゴ、英: Hugo Hoyama、1969年5月9日 - ）は、日系三世の元・卓球選手で現在は指導者。

## 来歴
サンパウロ州サンベルナルド・ド・カンポ出身。
7歳で卓球を始め、17歳でブラジル代表選抜チームに入る。現役時代はYASAKAがスポンサーを務め、10代後半の頃にはその支援により日本大学卓球部で1年間練習する機会も得た。オリンピックには1992年から2012年まで6連続出場した後に、引退。ブラジル女子代表チームの監督として2016年のリオ五輪に臨む。